# Lionel Richie (álbum)
Lionel Richie es el título del álbum debut homónimo de estudio en solitario grabado por el cantautor estadounidense Lionel Richie. Fue lanzado al mercado por la empresa discográfica Motown Records el 6 de octubre de 1982. El primer sencillo, "Truly" lideró la lista de éxitos Billboard Hot 100. El siguiente sencillo, "You Are" alcanzó el puesto #4, y "My Love" el puesto #5. El álbum fue también un éxito, alcanzando el primer lugar de la lista de álbumes de Cashbox el 11 de diciembre de 1982.

## Lista de canciones
1. "Serves You Right" (John McClain, Greg Phillinganes, Richie) – 5:14
2. "Wandering Stranger" (Richie) – 5:38
3. "Tell Me" (David Cochrane, Richie) – 5:32
4. "My Love" (Richie) – 4:08
5. "Round And Round" (Cochrane, Richie) – 4:57
6. "Truly" (Richie) – 3:26
7. "You Are" (Brenda Harvey Richie, Richie) – 5:05
8. "You Mean More To Me" (Richie) – 3:08
9. "Just Put Some Love In Your Heart" (Richie) – 1:27

## En cultura popular
En un episodio de la tercera temporada de Friends, Chandler es visto sujetando una copia de este álbum y cantando "Endless Love", sin embargo dicho tema no aparece en este álbum. Al lanzar la versión remasterizada en 2003 se incluyó el tema como bonus track, pero en una versión demo interpretada únicamente por Richie.